# Karen Méndez
Karen Romina Méndez (Mar del Plata, 24 de septiembre de 1995), conocida artísticamente como Karen Méndez, es una cantante y compositora Argentina.
Ganadora de la primera edición del programa español de televisión Vive tu voz, un programa de talento para cantantes, emitido en el canal de televisión BiosferaTv a partir de 2013 en España.
Aunque desde temprana edad sintió pasión por la música no es hasta el año 2016 cuando se da a conocer su talento y voz a través de la plataforma YouTube como versionista de sus artistas preferidos: J Balvin, Nicky Jam, Calle 13, Daddy Yankee y Don Omar. Sus canciones más conocidas nacional e internacionalmente son: "Traicionera" con el cantante colombiano Sebastián Yatra en septiembre de 2016, "Cómo mirarte" canción versionada del mismo cantante, "A ella" con Juacko DJ y "Tu enemiga" con Mike Bahía.

## Primeros años
La cantante y youtuber argentina siempre fue una niña carismática con grandes habilidades para el canto, el baile y la composición de canciones. Sus padres inculcaron en la artista, el arte, el interés por las cosas sencillas y a nunca rendirse en las decisiones que tomaba. A los 9 años su familia se radica en la localidad de Las Palmas en Gran Canaria, donde realizó sus estudios de secundaria. Aprendió a tocar el piano y la guitarra con el fin de tener más posibilidades de incursionar en el ámbito musical pues a los 12 años ya había desarrollado la habilidad para componer sus propios temas. Inicia sus estudios universitarios, pero los abandona para convertirse en una cantante profesional.

## Carrera musical
La canción “Cómo mirarte” es el tema versionado del cantante colombiano Sebastián Yatra que le dio la fama internacional, convirtiéndose en el primero de sus vídeos en alcanzar el millón de reproducciones. Más tarde, Sebastián Yatra la invita a formar parte de la versión acústica de su éxito “Traicionera” en 2016, posicionándose entre los primeros lugares de las principales carteleras de todo el mundo y consiguiendo más de 20 millones de reproducciones al momento de su publicación.
Alcanzó más de 2,8 millones de suscriptores en YouTube y sus temas suman más de 56 millones de reproducciones. Universal Music Spain fue la primera discográfica que firma a la artista por su buen desempeño en la música.
Su debut en el medio artístico ocurre formalmente el 1 de septiembre de 2017, con su primer sencillo promocional de su autoría “Tu Enemiga”, con la colaboración de Mike Bahía bajo el respaldo del sello discográfico Universal Music Spain. El lanzamiento del tema fue exclusivo para la plataforma digital iTunes, dónde logró más de tres millones de descargas, tras varias semanas de su publicación. Mientras que, en su vídeo oficial en YouTube, logró casi siete millones de visualizaciones en un mes.
Con el ascenso de carrera y el éxito de “Tu Enemiga” realiza su primera gira de conciertos en España. Esta gira contó con 5 presentaciones, los destinos visitados por la joven fueron Barcelona, Madrid, Bilbao, Las Palmas de Gran Canaria y Tenerife.
“No Ha Cambiado Nada”, es el segundo tema que lanza es un tema original del cantautor y productor colombiano Mauricio Rivera y Itzza. Universal Music Spain estuvo a cargo de la producción y el lanzamiento exclusiva para iTunes. La canción, es una fusión del género urbano con el pop y el folklore en un tema romántico. El vídeo oficial fue rodado en las oficinas de B House Music en Madrid, España, inspirado en un concepto minimalista y un ambiente industrial que estuvo bajo la dirección de Miguel Garrido y la Empresa audiovisual Área 51.
Karen Méndez se presenta en el Festival Hoky Popi Music, el 28 de julio de 2017 un evento musical que tuvo lugar en la Campa de La Magdalena de Santander, España, y que incluía las actuaciones de otros importantes artistas como Morat, Sweet California, Gemeliers y Carlos Marco. Sustituyó a la banda Bromas Aparte y se hizo acompañar por DJ Juacko.
Su tercera colaboración estaba titulada “El Susto”, junto al cantante y compositor argentino Chano y producida por Universal Music Argentina. Juan Chappa dirigió el video oficial, quien plasmó una gran puesta visual en el puerto de Buenos Aires, con una escenografía que tenía imponentes grúas y contenedores, rodeado de bailarines, su banda y un grupo de acróbatas.
Fue telonera en 2017 en uno de los conciertos de Calum en España. En el evento interpretó dos temas de sus antiguos covers “Felices los cuatro” y su primer sencillo promocional “Tu enemiga”, para después interpretar el tema a dúo que grabó junto a Calum “Me gusta cualquier plan”. A raíz de este gran éxito, Karen Méndez fue llamada para participar en la gira Coca Cola Music Experience.
Presenta su segundo sencillo promocional titulado “Llamada perdida” el 11 de mayo de 2018, un tema ecléctico marcado por el género del pop, con toques tropicales y latinos, producida por Juan Sueiro y Juacko. En cuanto a su vídeo oficial, se grabó en la Isla de Gran Canaria y estuvo bajo la dirección de la compañía Saot. El éxito de este material, le permitió compartir escenario con Daddy Yankee, en una gira de conciertos por Europa del reguetonero, para promocionar su hit denominado “Dura”, comenzando por España, para dar paso hacia Italia y Alemania.
Tuvo una participación especial en el “Golden Tour” en España, del cantante Romeo Santos, al ser encargada de realizar el espectáculo de apertura, donde interpretó sus dos sencillos promocionales más dos de sus versionados más famosos en YouTube. La gira de conciertos tuvo como destino siete ciudades de [España]], comenzó en Málaga, La Coruña, Valencia, Madrid, Murcia, Marbella y Barcelona.

## Vida personal
Instagram fue la primera plataforma que utilizó para darse a conocer y mostrar su talento. En esta red social comienza a subir versiones de 15 segundos, donde interpretaba las canciones más afamadas de sus cantantes favoritos. Su talento y su voz le ayudaron a ganar popularidad, además de sus primeros seguidores.
Se proclamó ganadora de la primera edición del programa de televisión “Vive Tu Voz” en 2013, producido íntegramente en la isla de Lanzarote, España. La victoria le permitió a Karen el premio de la grabación de una canción, un videoclip y su promoción. Además de actuaciones en innumerables eventos y proyectos musicales importantes. Formó parte de la banda sonora de la película “Karma”. Participó como miembro del jurado de “Vive Tu Baile” en 2014 emitido en el canal de televisión BiosferaTv.
El 7 de diciembre de 2013 crea su canal en la red social Youtube con el nombre KarenMéndezKM para subir y compartir con sus seguidores canciones y covers de artistas famosos. “El Amante” un tema de Nicky Jam, es una de las versiones más conocidas realizadas por la argentina.
Incursiona también con colaboraciones de otros artistas para impulsar su carrera musical como ocurre con el cantante, productor y DJ Juacko con la canción “Touch Down”, un tema que conquistó las plataformas de música en Internet.
=
- 2017: Covers Latinos
- 2019: CoverKM Recopilatorio
- 2020: 100%
- 2022: Literal